# Uetendorf
Uetendorf là một đô thị trong huyện Thun, bang Bern, Thụy Sĩ.